# Benedykt XI
Benedykt XI (łac. Benedictus XI, właśc. Nicollo Boccasini OP; ur. w 1240 w Treviso, zm. 7 lipca 1304 w Perugii) – włoski duchowny rzymskokatolicki, dominikanin, papież w okresie od 22 października 1303 do 7 lipca 1304, błogosławiony Kościoła katolickiego.

## Życiorys
Urodził się w Treviso, był synem notariusza. W młodym wieku wstąpił do zakonu dominikanów, a następnie został wykładowcą teologii.
W roku 1296, ówczesny prowincjał Lombardii został wybrany generałem zakonu i jest jednym z czterech dominikanów, którzy objęli tron w Stolicy Piotrowej.
Szybko zdobył zaufanie papieża Bonifacego VIII, który mianował go kardynałem w 1298 r. i często wysyłał w misje pokojowe i dyplomatyczne do Węgier i Francji. Kiedy wybuchł konflikt Bonifacego z królem Francji Filipem IV Pięknym, stanął po stronie papieża, zarządzając nawet, by żaden z dominikanów nie kwestionował zwierzchności papieża i jego legitymacji do sprawowania władzy w Kościele. Kiedy królewski agent Guillaume de Nogaret wraz z przedstawicielami skłóconej z papieżem rodziny Colonna porwali Bonifacego i uwięzili w Anagni, Mikołaj Boccasini był jednym z dwóch kardynałów, którzy jawnie sprzeciwili się gwałtowi i doprowadzili do uwolnienia papieża.
Po śmierci Bonifacego VIII, która nastąpiła miesiąc później, to właśnie Mikołaj Boccasini zyskał uznanie na konklawe i został jednogłośnie wybrany na nowego papieża, przyjmując imię Benedykta. W konklawe tym nie uczestniczyli jednak ekskomunikowani kardynałowie: Pietro Colonna i Giacomo Colonna.
Dążył do załagodzenia sporu z Filipem IV Pięknym i rodziną Colonna, więc zniósł ekskomunikę nałożoną na króla przez Bonifacego VIII (bulla z 25 marca 1304), a także anulował ekskomunikę dwóch kardynałów. Nie mógł jednak darować raptu Wilhelmowi Nogaretowi, którego wyklął 7 czerwca 1304. Wszyscy pozostali Francuzi, zamieszani w zamach na Bonifacego, uzyskali przebaczenie. Miesiąc później, po zjedzeniu świeżych fig zmarł nagle i niespodziewanie w Perugii na dyzenterię. Dało to podstawę do przypuszczeń, że został otruty przez stronników Nogareta, jednak tezę tę należy odrzucić. Kolejni papieże, począwszy od Klemensa V, pozostawali pod przemożnym wpływem króla Francji, a sam Klemens V przeniósł rezydencję papieską do Awinionu, zapoczątkowując w ten sposób tzw. niewolę awiniońską.
Benedykt XI był autorem tomu kazań i komentarzy do Ewangelii wg św. Mateusza, psalmów, Księgi Hioba i Apokalipsy. Był też jedynym papieżem swoich czasów, o którym Dante Alighieri nie wypowiadał żadnych negatywnych sądów (a warto pamiętać, że np. Bonifacego VIII w swej Boskiej komedii artysta ulokował w ósmym kręgu piekieł, zarezerwowanym dla symonitów).

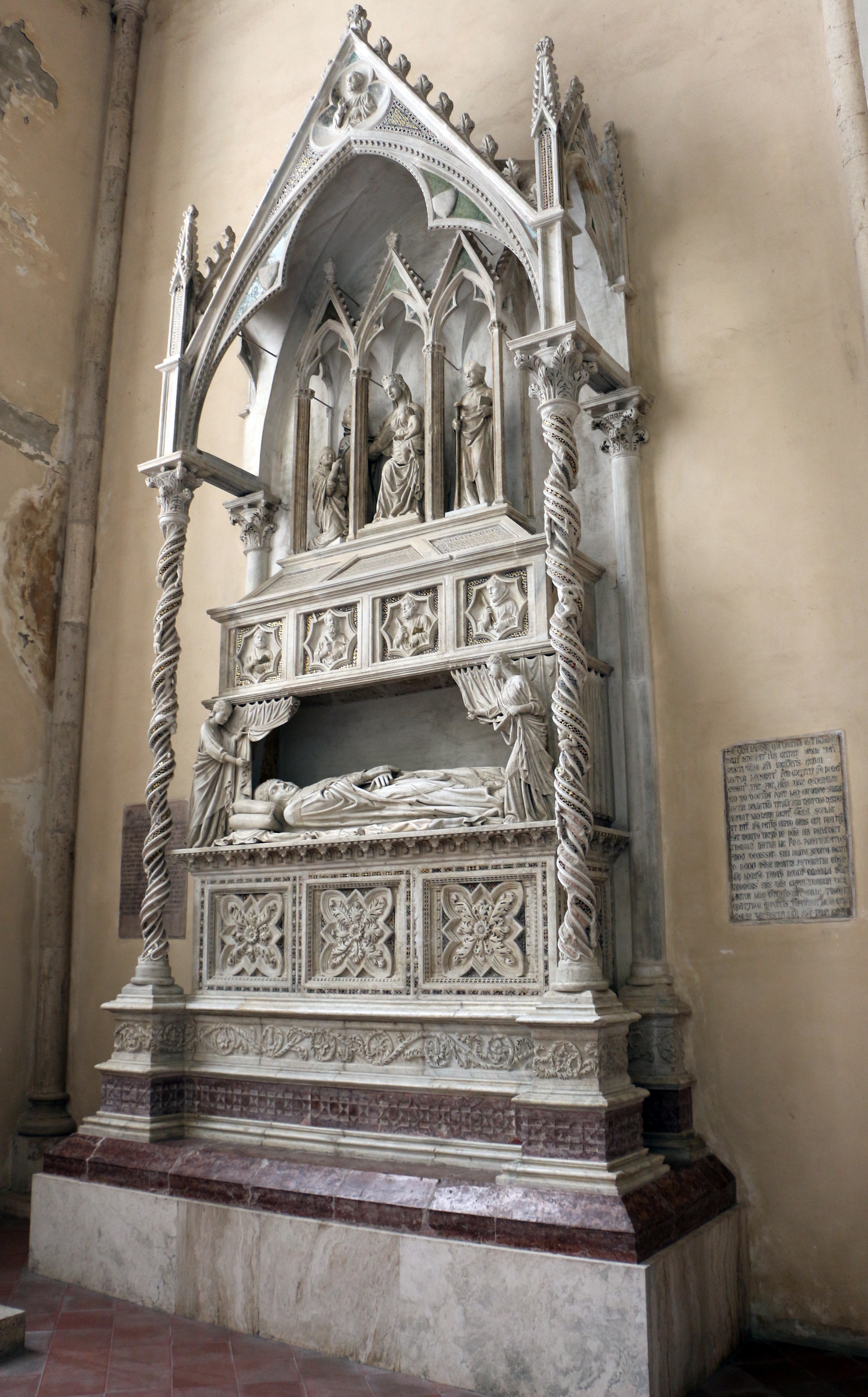
Grób Benedykta XI w Basilica of San Domenico

Został beatyfikowany 24 kwietnia 1736 r. przez papieża Klemensa XII.